# 카펠리뉴스 화산

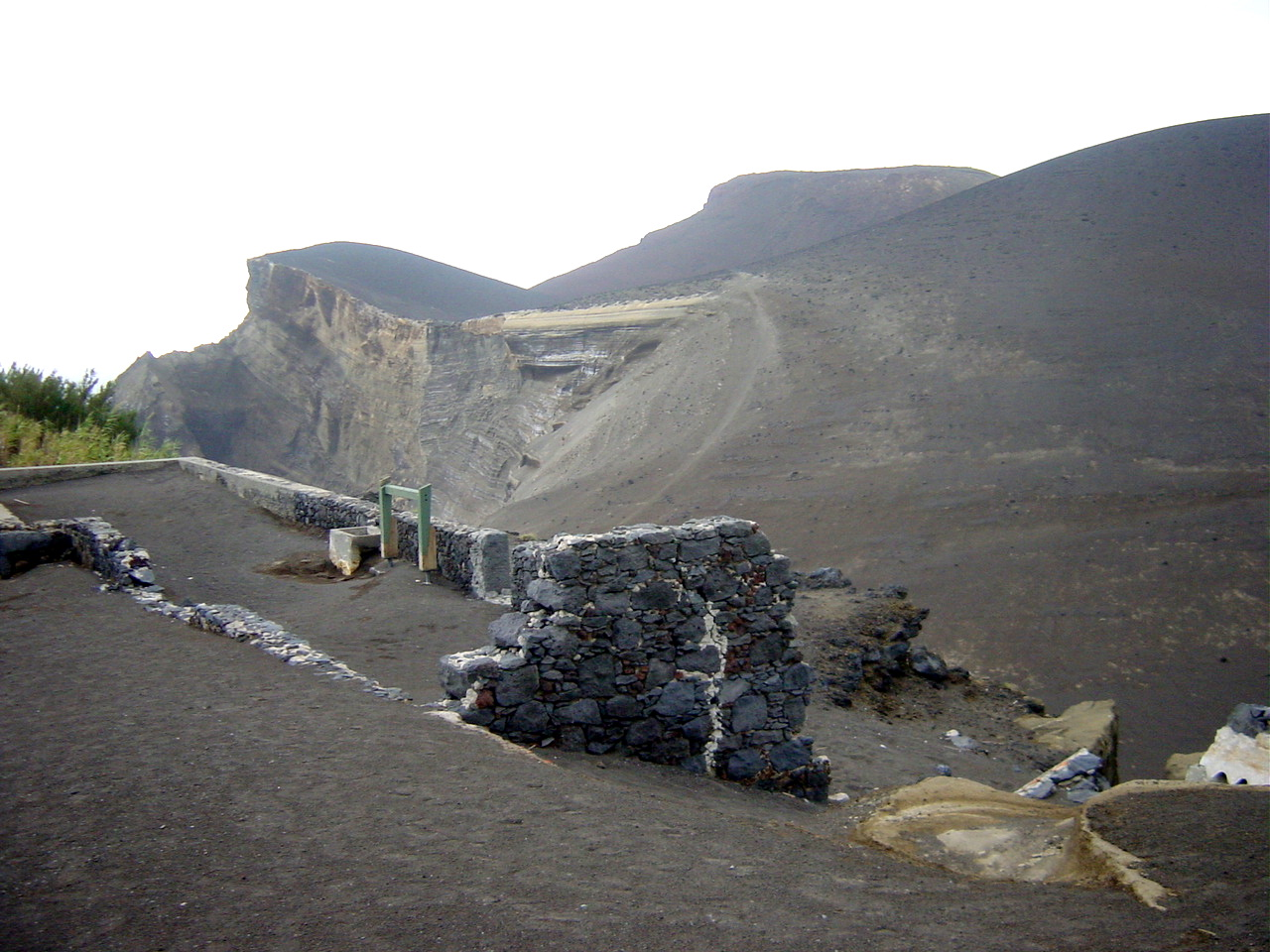
카펠리뉴스 화산

카펠리뉴스 화산(Capelinhos)은 포르투갈 아소르스 제도의 파이알섬에 있는 화산이다. 이 화산은 1957년부터 1958년에 걸친 분화로 만들어졌는데, 이로 인해 새로운 땅이 생겼다. 원래 섬이었던 화산이 섬과 연결된 것이라고 한다. 서트지식 분화가 1957년에 처음 일어나며 섬이 만들어졌으며, 그 후 여러 분화를 반복하다가 1958년엔 스트롬볼리식 분화가 일어나며 땅이 만들어졌다. 이 분화 후 지금은 휴식하고 있다. 